# Herina, Bistrița-Năsăud
Herina, mai demult Hirina (în maghiară Harina, în dialectul săsesc Minziref, Minzdref, în germană Mönchsdorf, Münzdorf) este un sat în comuna Galații Bistriței din județul Bistrița-Năsăud, Transilvania, România. Se află la 4 km nord de reședinta de comună și la 16 km sud de orașul Bistrița, pe drumul național 15A (Reghin - Bistrița), într-o zonă de deal, atestată documentar din 1246.
Potrivit recensământului românesc din 2002, în localitate au fost 540 de oameni, din care:
- etnic: 404 de români, 122 de țigani, 10 maghiari și 4 germani;
- confesional: 497 de ortodocși, 17 greco-catolici, 9 penticostali, 8 calviniști (reformați) și 4 luterani.

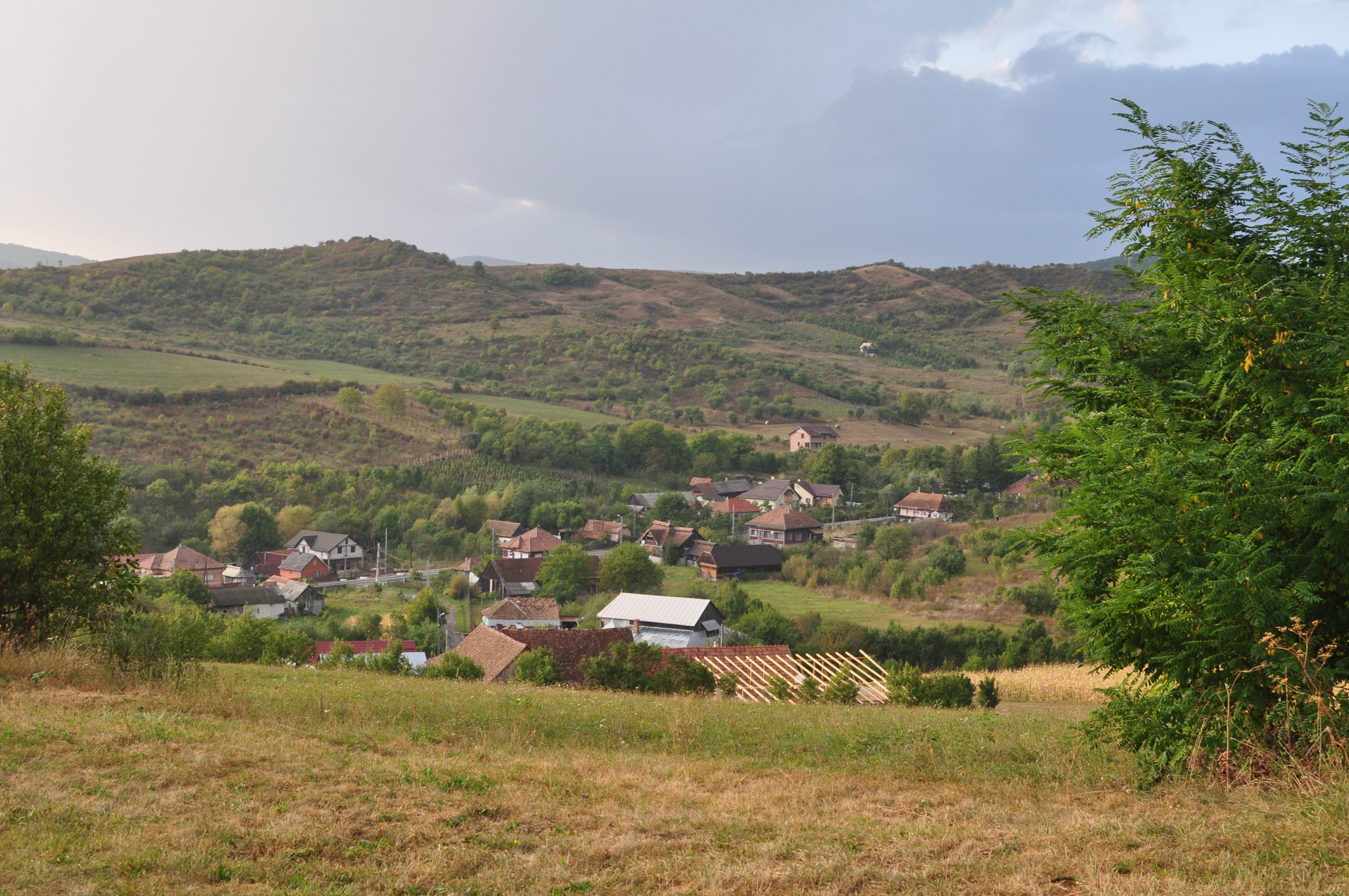
Herina, județul Bistrița-Naăsăud

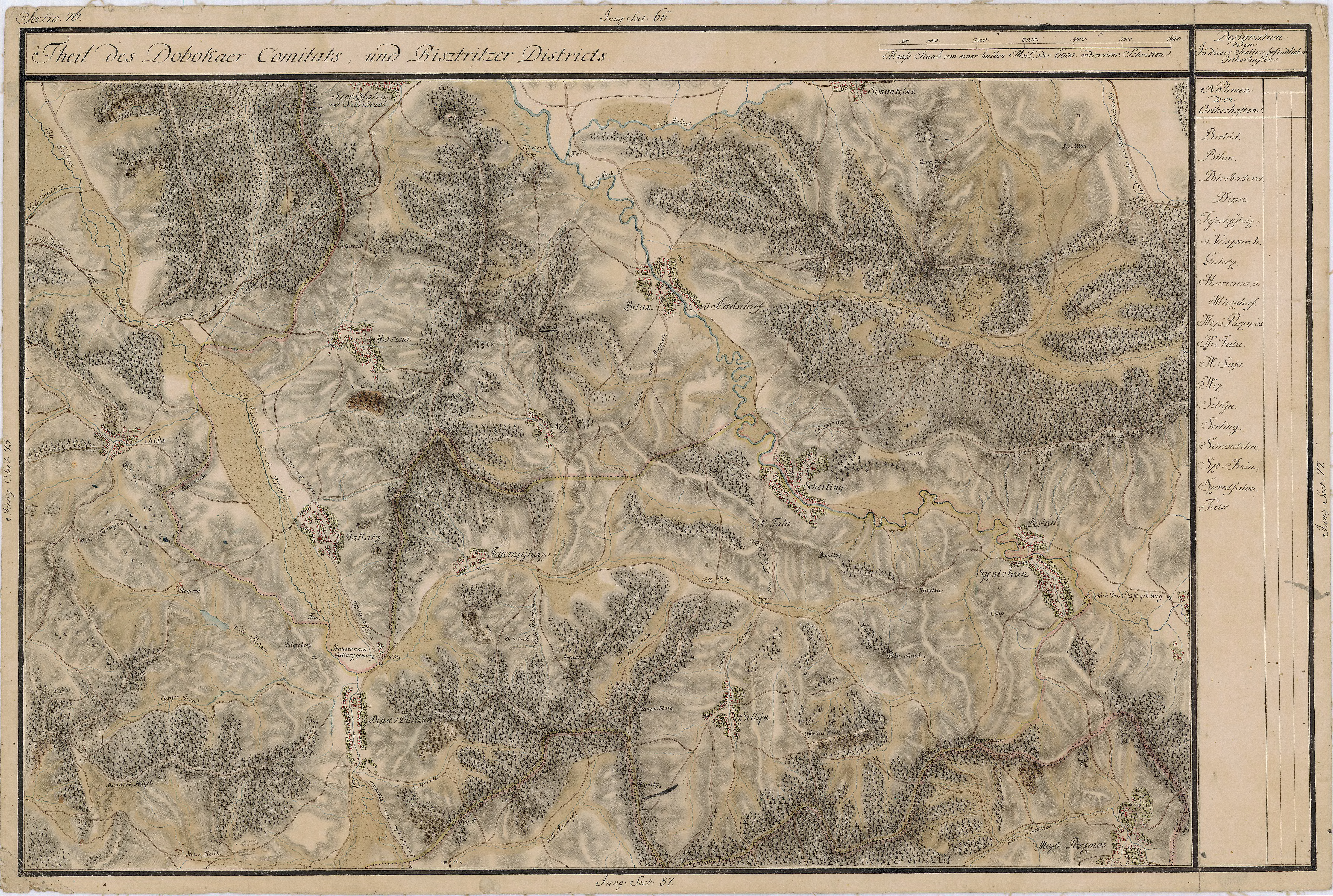
Herina în Harta Iosefină a Transilvaniei, 1769-73

## Date geografice
Panorama localității Herina este dominată de dealul "Hagău", cel mai înalt din zonă, unde au existat exploatări de sare din vremea ocupației romane. De altfel, numele localității Herina provine din limba celtică („halina” = sare).

## Monumente
Satul a fost fondat de sași, înainte de invazia mongolă. Satul (și biserica construită) s-au aflat în proprietatea diecezei catolice ardelene începând din 1246, până la sfârșitul sec. XIV. Împăratul romano-german Sigismund de Luxemburg a decretat în 1411 donarea satului familiei nobiliare Farkas. Satul a aparținut inițial comitatului maghiar Dăbâca, intrând din 1876 în componența comitatului Bistrița-Năsăud. Clădirea judecătoriei "Nemesi", construită în stil gotic în sec. XV, refăcută în sec. XVII, a fost complet distrusă în 1948.
Pe dealul din nord-estul localității a fost construită între 1250-1260 o biserică în stil romanic (inițial romano-catolică, a unei mănăstiri benedictine), monument istoric și de arhitectură, una din cele mai valoroase biserici romanice din România. Este o bazilică cu 3 nave, cu 2 turnuri pe fațada de vest, construită din cărămidă. Absida principală este încadrată de 2 absidiole ascunse în grosimea zidurilor. Deasupra navelor laterale există false tribune. Latura de vest este prevăzută cu o tribună. Edificiul aparține grupului de monumente inspirate de arhitectura romanică din vestul Ungariei (Lébény, Pannonhalma, Ják etc.). Această biserică a fost renovată ultima oară în 1999.

## Personalități
- Alexandru Bilegan (1882 - 1954), deputat în Marea Adunare Națională de la Alba Iulia 1918

## Vezi și
- Biserica evanghelică din Herina
- Pământul crăiesc al sașilor, partea nordică
  - Țara Năsăudului de lângă Năsăud
  - Reener Ländchen de lângă Reghin

## Galerie de imagini

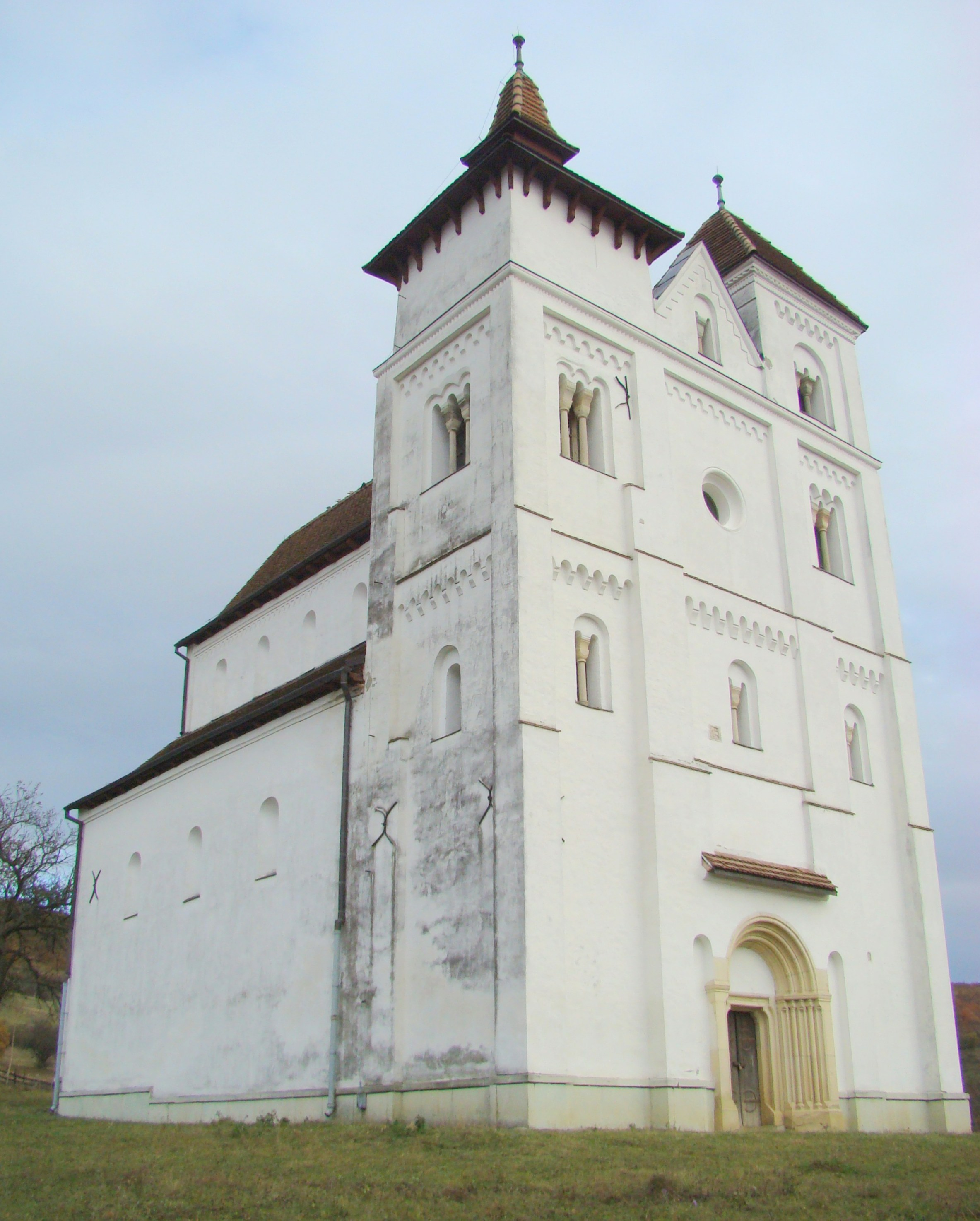
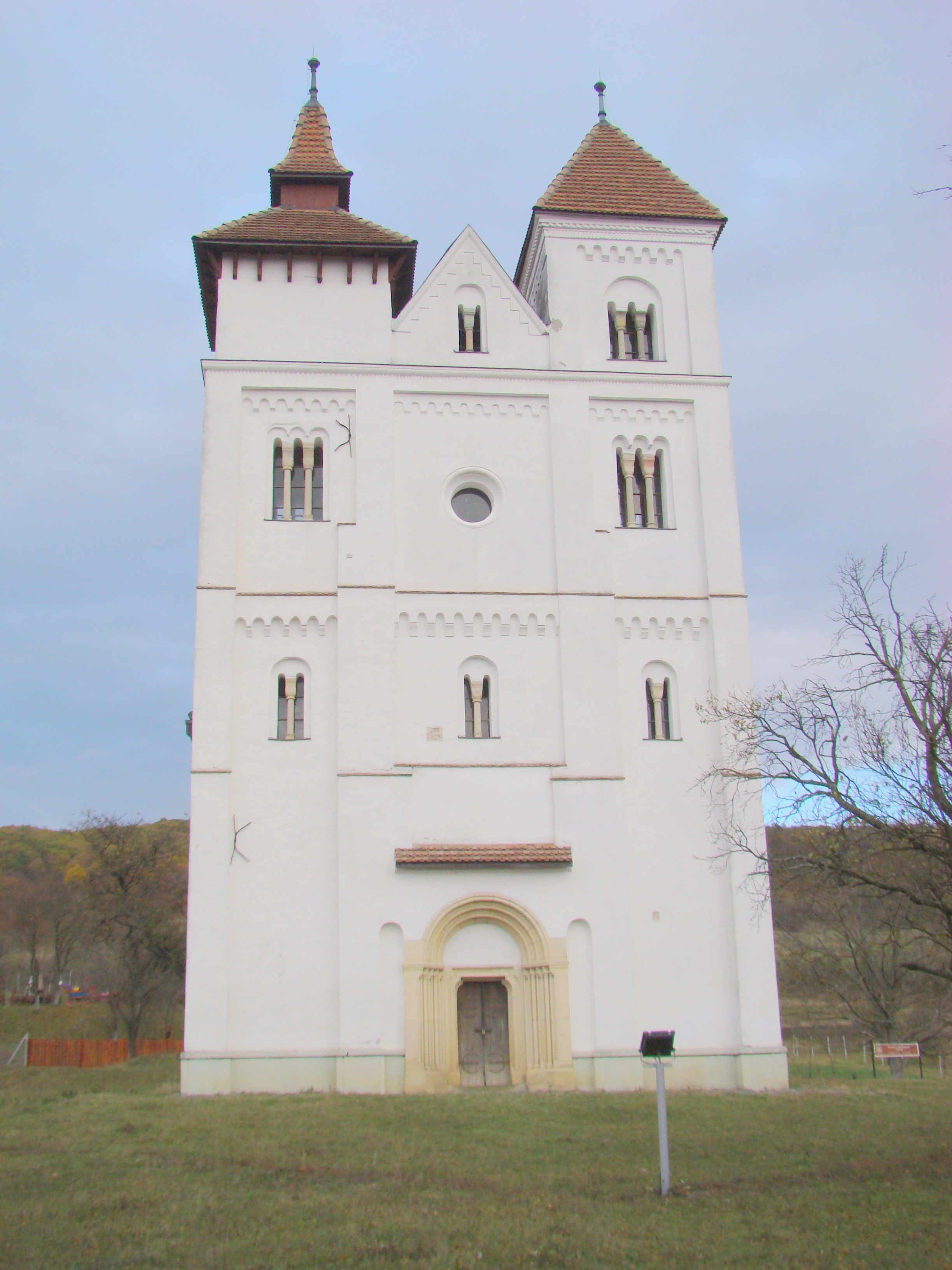
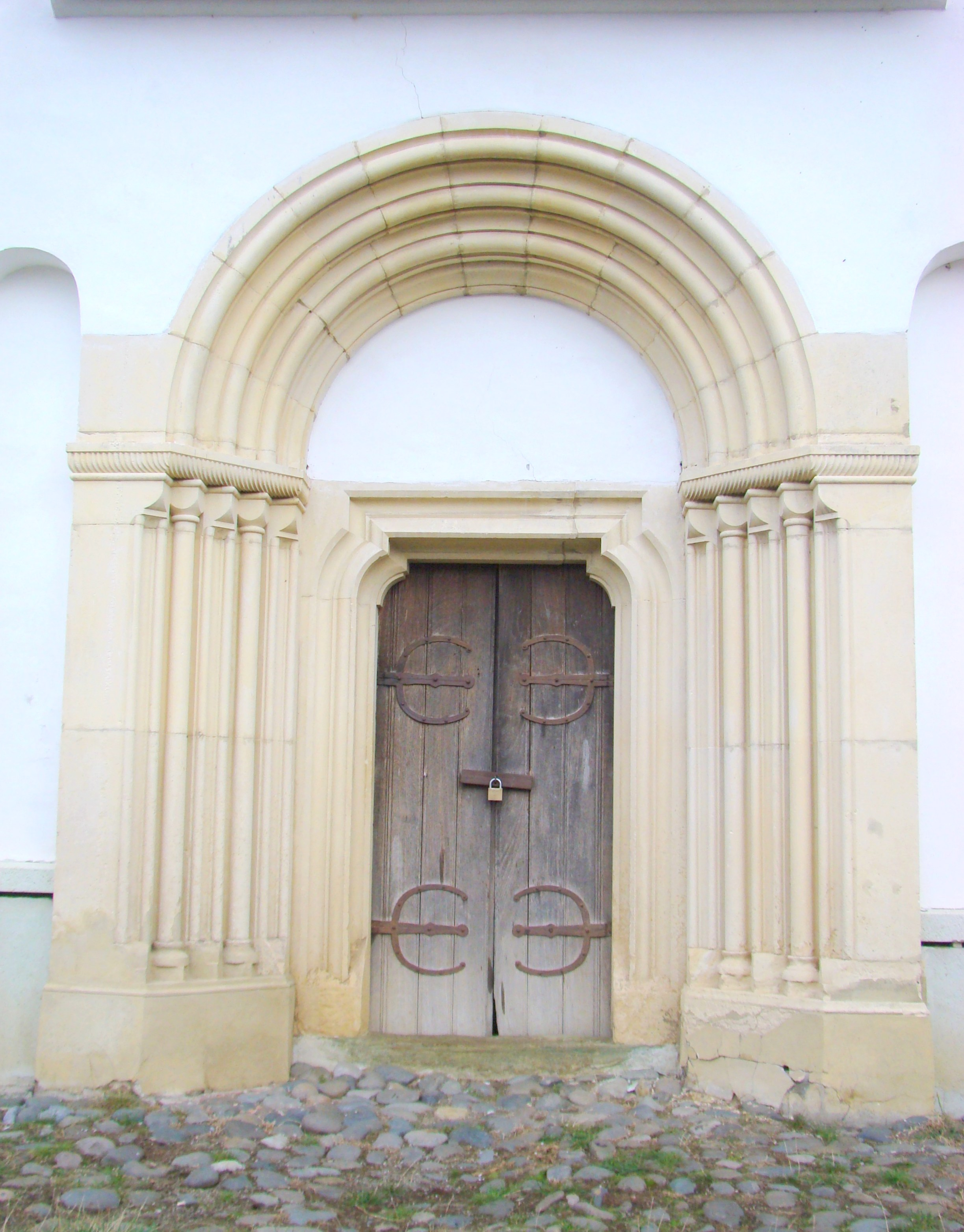
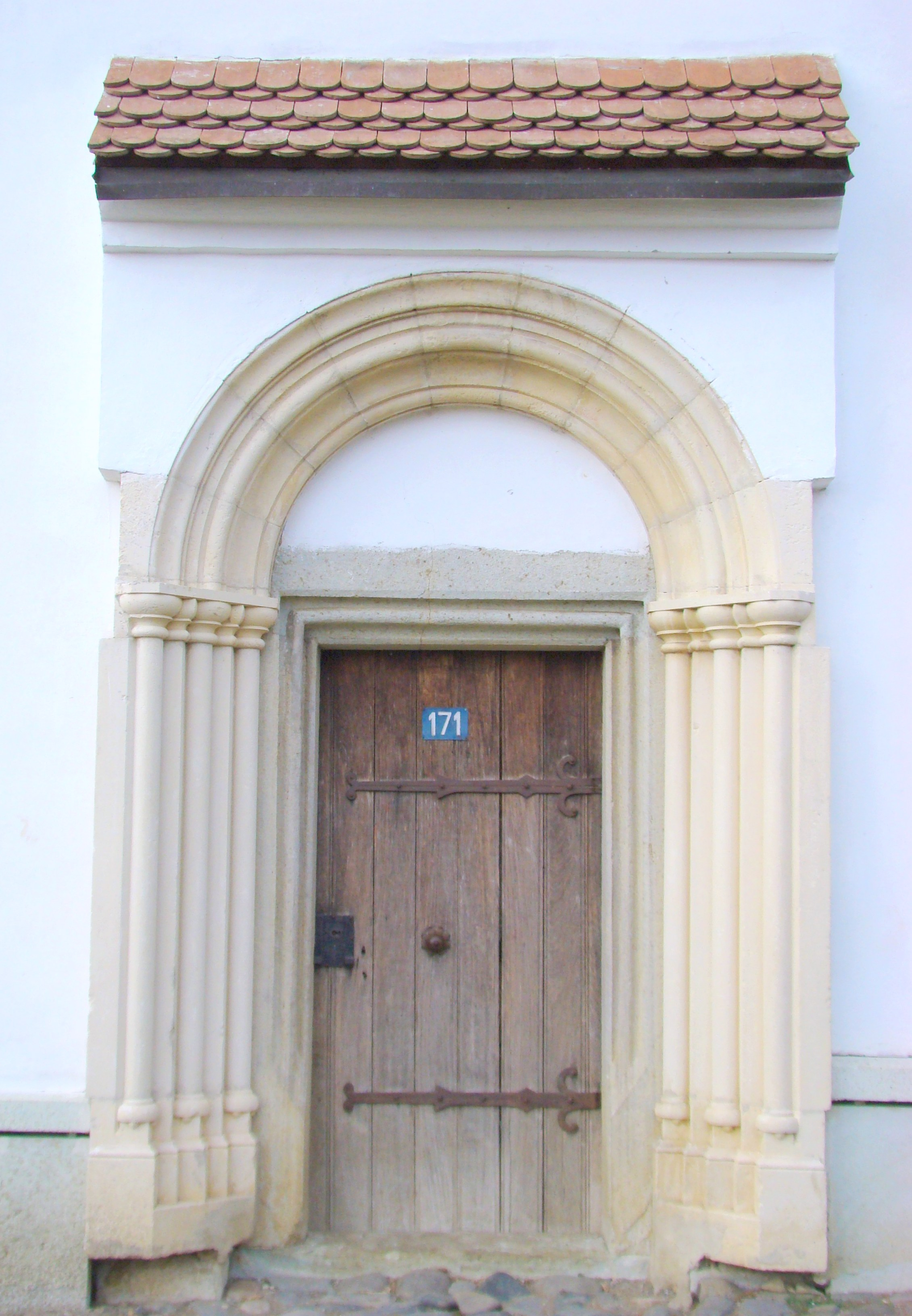
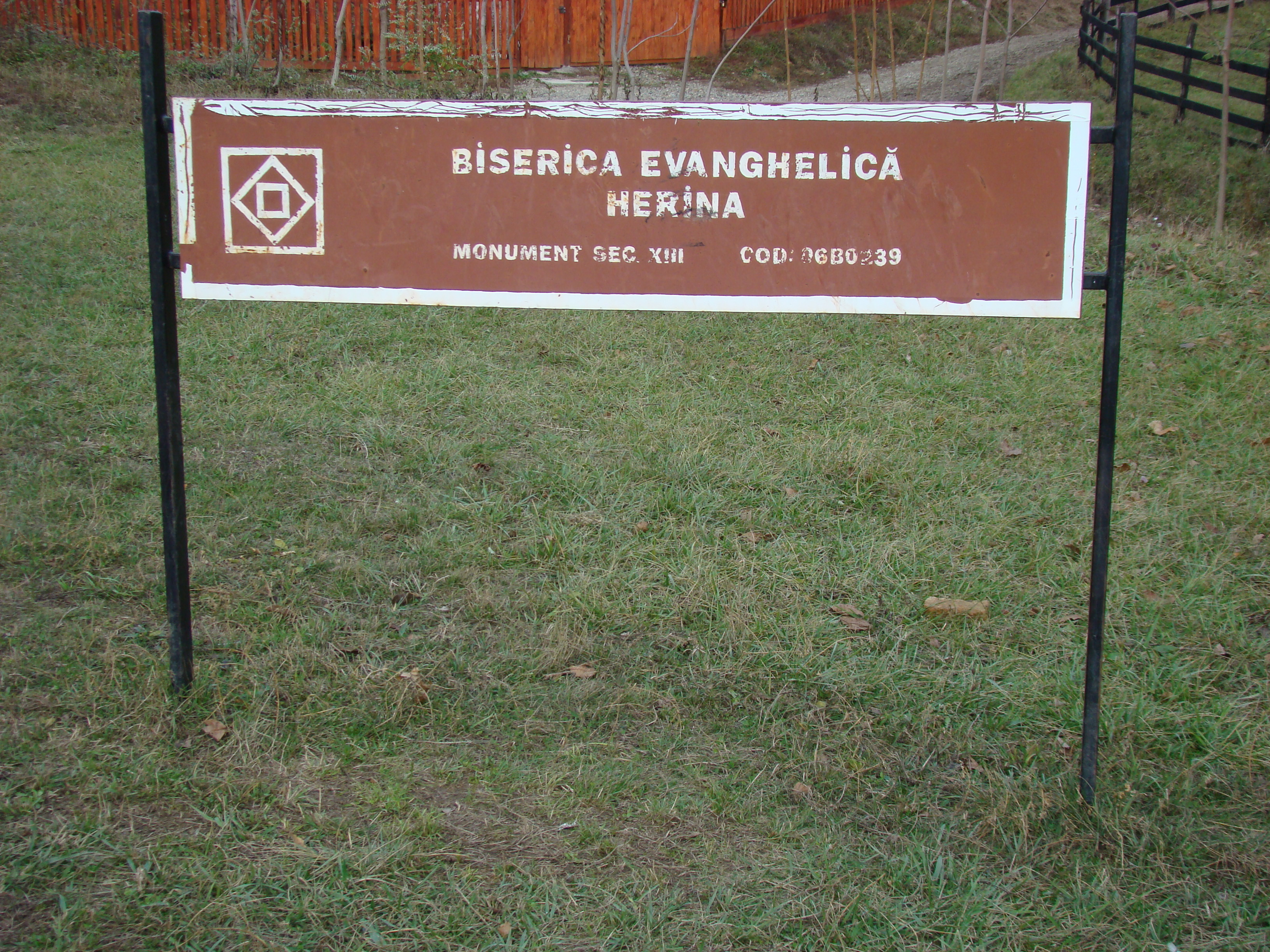
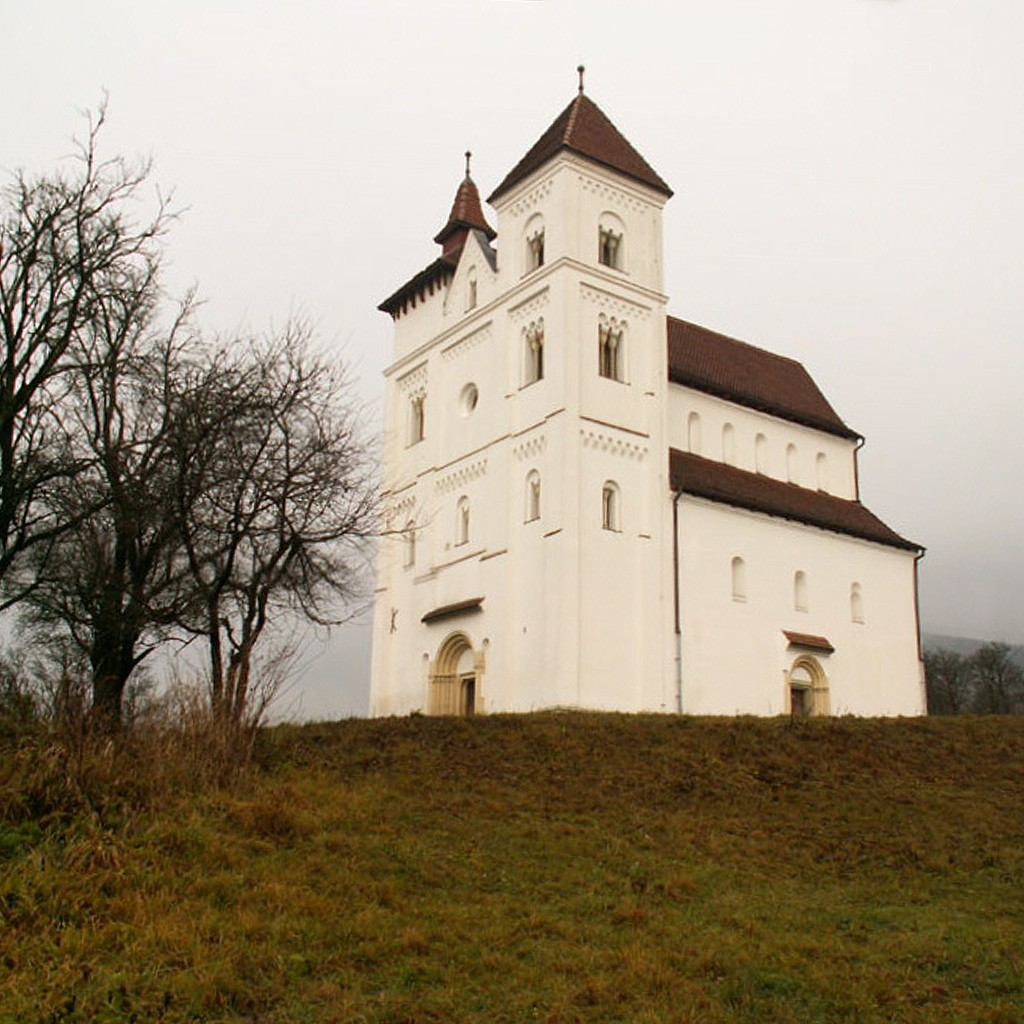
Herina (biserica romanică)
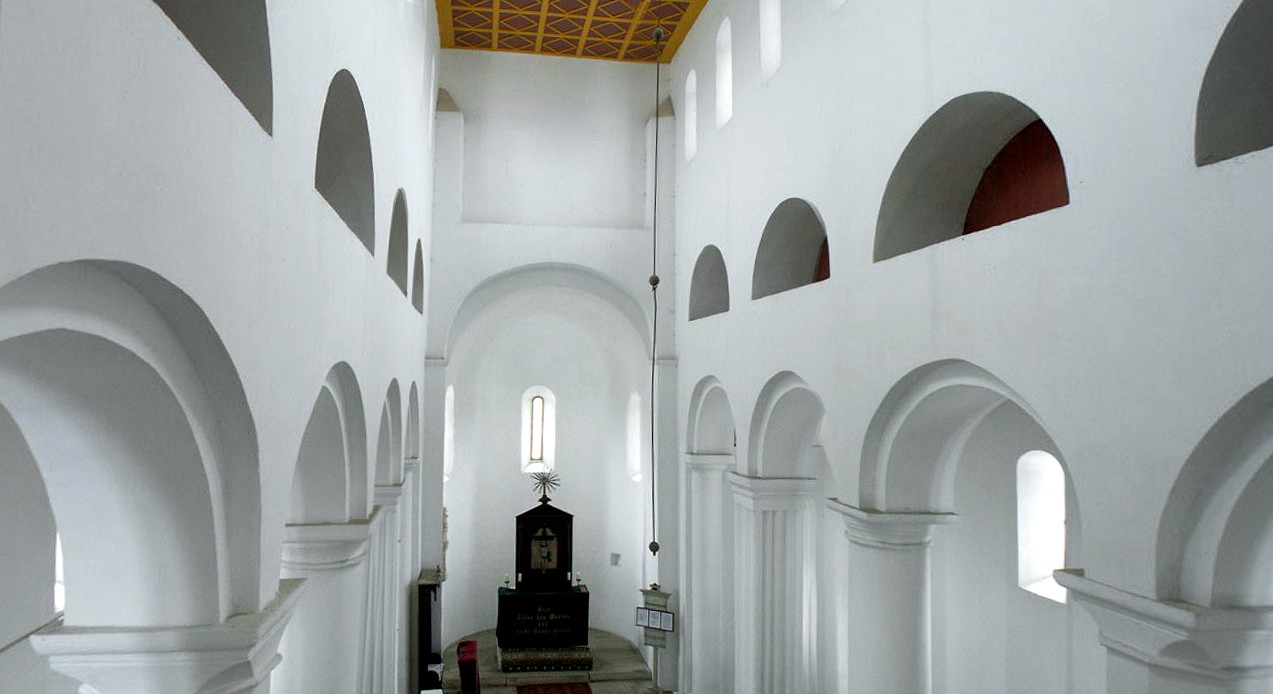
Herina (interiorul bisericii romanice)
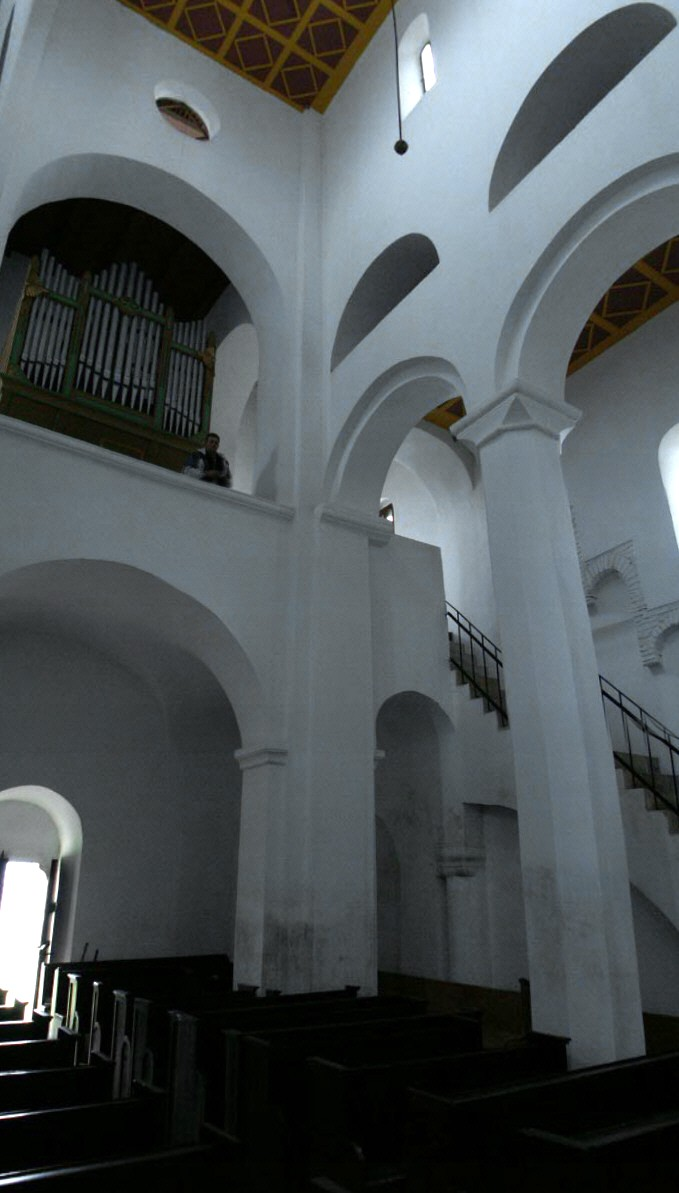
Herina (interiorul bisericii romanice)